# 권태만
권태만(1941년 ~ )은 한국의 초기 합기도 수련자이자 합기도의 선구자로서 처음에는 한국에서, 그 다음에는 미국 에서 활동했다. 그는 미국 캘리포니아주 토런스 에서 합기도를 위한 초기 도장 중 하나를 결성했으며 예술을 홍보하는 많은 잡지 기사에 실렸다.

## 같이 보기
- 한국 무술
- 합기도